# Liste der Landschaftsschutzgebiete im Landkreis Fürstenfeldbruck
Im Landkreis Fürstenfeldbruck gibt es 13 Landschaftsschutzgebiete. (Stand: November 2018)

## Liste
- Gebietsname: Amtliche Bezeichnung des Schutzgebietes
- Bild/Commons: Bild und Link zu weiteren Bildern aus dem Schutzgebiet
- LSG-ID: Amtliche Nummer des Schutzgebietes
- WDPA-ID: Link zum Eintrag des Schutzgebietes in der World Database on Protected Areas
- Wikidata: Link zum Wikidata-Eintrag des Schutzgebietes
- Ausweisung: Datum der Ausweisung als Schutzgebiet
- Gemeinde(n): Gemeinden, auf denen sich das Schutzgebiet befindet
- Lage: Geografischer Standort
- Fläche: Gesamtfläche des Schutzgebietes in Hektar
- Flächenanteil: Anteilige Flächen des Schutzgebietes in Landkreisen/Gemeinden, Angabe in % der Gesamtfläche
- Bemerkung: Besonderheiten und Anmerkungen

Bis auf die Spalte Lage sind alle Spalten sortierbar.
| Gebietsname                                     | Bild/Commons   | LSG-ID       | WDPA-ID | Wikidata  | Ausweisung | Gemeinde(n) | Lage     | Fläche ha | Flächenanteil                                        | Bemerkung                                                |
| ----------------------------------------------- | -------------- | ------------ | ------- | --------- | ---------- | ----------- | -------- | --------- | ---------------------------------------------------- | -------------------------------------------------------- |
| Ampermoos und Eichbühl                          |                | LSG-00500.01 | 396008  | Q59643452 | 1996       |             | Position | 81,42     | Landkreis Fürstenfeldbruck (100 %)                   |                                                          |
| Fußberger Moos                                  |                | LSG-00309.02 | 395789  | Q59643803 | 1979       |             | Position | 148,46    | Landkreis Fürstenfeldbruck (100 %)                   |                                                          |
| Graßlfinger Moos und Olchinger See              | weitere Bilder | LSG-00309.09 | 395796  | Q59643527 | 1979       |             | Position | 598,11    | Landkreis Fürstenfeldbruck (100 %)                   | Olchinger See, ein Baggersee im Westen der Stadt Olching |
| Haspelmoor                                      | weitere Bilder | LSG-00309.04 | 395791  | Q59651198 | 1979       |             | Position | 265,08    | Landkreis Fürstenfeldbruck (100 %)                   |                                                          |
| Kreuzlinger Forst                               | weitere Bilder | LSG-00309.07 | 395794  | Q59643683 | 1979       |             | Position | 290,99    | Landkreis Fürstenfeldbruck (100 %)                   |                                                          |
| LSG Scharwerkholz                               | weitere Bilder | LSG-00484.01 | 395992  | Q59643767 | 1994       |             | Position | 18,77     | Landkreis Fürstenfeldbruck (100 %)                   |                                                          |
| Mittlere Amper, Weiher-Einfang Fürstenfeldbruck | weitere Bilder | LSG-00309.08 | 395795  | Q59643545 | 1979       |             | Position | 541,69    | Landkreis Fürstenfeldbruck (100 %)                   |                                                          |
| Obere Amper                                     | weitere Bilder | LSG-00309.01 | 395788  | Q59643749 | 1979       |             | Position | 2135,82   | Landkreis Fürstenfeldbruck (99,9 %)                  |                                                          |
| Parsberg                                        | weitere Bilder | LSG-00309.06 | 395793  | Q59643585 | 1979       |             | Position | 488,51    | Landkreis Fürstenfeldbruck (100 %)                   |                                                          |
| Triftwiesen Germering                           | weitere Bilder | LSG-00309.03 | 395790  | Q59643801 | 1979       |             | Position | 148,8     | München (1,3 %), Landkreis Fürstenfeldbruck (98,6 %) |                                                          |
| Untere Amper                                    | weitere Bilder | LSG-00480.01 | 395988  | Q59643537 | 1994       |             | Position | 566,69    | Landkreis Fürstenfeldbruck (100 %)                   |                                                          |
| Emmeringer Leite, Eichenauer Wald               |                | LSG-00503.01 | 396014  | Q59643544 | 1996       |             | Position | 547,78    | Landkreis Fürstenfeldbruck (100 %)                   |                                                          |
| Wildmoos                                        |                | LSG-00309.05 | 395792  | Q59643843 | 1979       |             | Position | 102,67    | Landkreis Fürstenfeldbruck (100 %)                   |                                                          |